# Gerald Tinker
Gerald Tinker (Miami, Estados Unidos, 19 de enero de 1951) es un atleta estadounidense retirado, especializado en la prueba de 4 x 100 m en la que llegó a ser campeón olímpico en 1972.

## Carrera deportiva
En los JJ. OO. de Múnich 1972 ganó la medalla de oro en los relevos 4 x 100 metros, con un tiempo de 38.19 segundos que fue récord del mundo, por delante de la Unión Soviética (plata) y Alemania del Oeste (bronce), siendo sus compañeros de equipo: Robert Taylor, Larry Black y Eddie Hart.